# Жіночий християнський союз тверезості

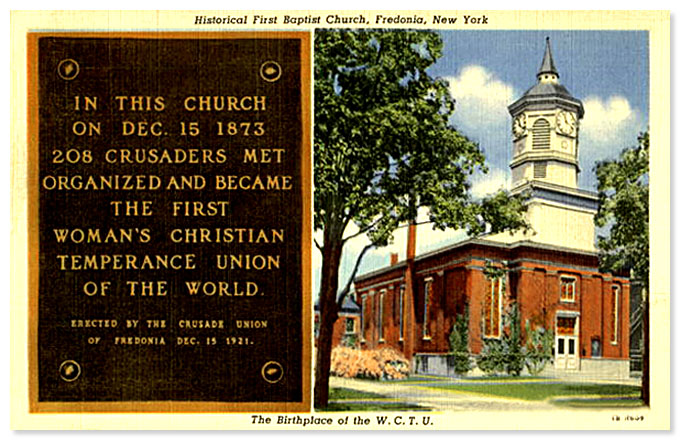
Листівка з меморіальною дошкою та баптистською церквою у Фредонії, місці заснування першого місцевого ЖХСТ (1873)

Всесвітній жіночий християнський союз тверезості (англ. World Woman's Christian Temperance Union; WWCTU) або Жіночий християнський союз тверезості (англ. Woman's Christian Temperance Union; WCTU) ― антиалкогольна феміністична асоціація, заснована 1873 року в США.

## Представлення
Союз утворено 1873 року в штаті Огайо. З самого початку асоціація бореться з алкоголізмом, проповідуючи утримання від алкогольних напоїв. Для цього її членкині засновують недільні школи для молоді, щоб відмова від алкоголю закріпилася з раннього віку. Крім того, вони укладають угоди зі школами, щоби мати доступ в класи і доносити там свої послання. 
Рух став національним 1874 року і дуже швидко інтернаціоналізувався. Так, 1874 року асоціація відкрила офіс у провінції Онтаріо, Канада.
Рух переймається не лише обмеженням споживання алкоголю, але також виступає за повну його заборону. Досягнення цього в Сполучених Штатах 1920 року ― одна з його великих перемог, яку він поділяє з іншими асоціаціями аболіціоністів.
Крім того, як жіночий рух, він закликає до розширення виборчих прав жінок і скасування[що?] проституції. За всіма вимогами руху стоїть прагнення захистити жінок, які зазнали чоловічого насильства. Якщо чоловічий алкоголізм розглядається як складова, котра сприяє гендерному насильству, заборона на алкоголь стає засобом його обмеження. 1893 року союз брав участь у створенні Міжнародної ради жінок. У 2015 році асоціація налічувала вже 500 000 членкинь з 72 країн.

## Відомі членкині

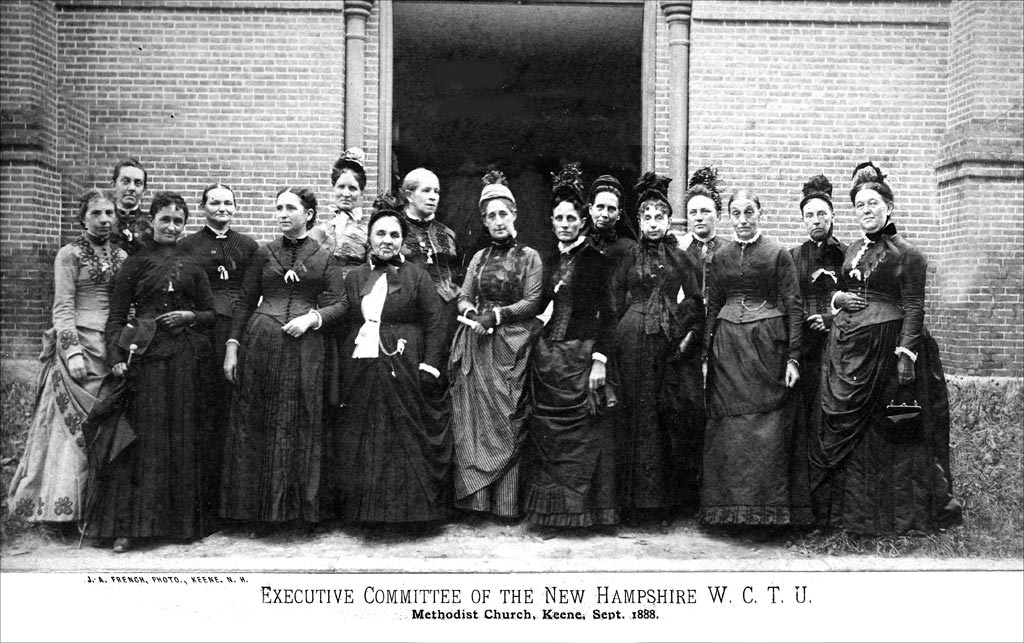
Виконавчий комітет відділення WCTU в Нью-Гемпширі, 1888 р.

- Френсіс Віллард
- Емма Кертисс Баском
- Кейт Шеппард
- Марія Еліз Тернер Лаудер
- Наомі Андерсон (Чикаго)
- Френсіс Мендс (Аризона)
- Серена Лейк (Австралія)
- Мері Л. Пейдж (Вашингтон)